# یمبکه
یمبکه (به آلمانی: Jembke) یک شهر در آلمان است که در بولدکر لاند واقع شده‌است. یمبکه ۱٬۹۷۸ نفر جمعیت دارد.